# Out of the Blue (альбом Дебби Гибсон)
Out of the Blue — дебютный студийный альбом американской певицы Дебби Гибсон, вышедший 18 августа 1987 года на лейбле Atlantic Records. Диск занял 7 место в американском чарте Billboard 200, и достиг 26-го места в чарте альбомов Великобритании.
Out of the Blue достиг максимального уровня продаж в США и ему был присвоен 3Xплатиновый статус от RIAA за тираж более 3 000 000 экземпляров в декабре 1988 года.

## Список композиций
Все песни написаны Дебби Гибсон.
Сторона 1
1. «Out of the Blue» (3:55)
2. «Staying Together» (4:07)
3. «Only in My Dreams» (3:54)
4. «Foolish Beat» (4:25)
5. «Red Hot» (3:54)

Сторона 2
1. «Wake Up to Love» (3:42)
2. «Shake Your Love» (3:44)
3. «Fallen Angel» (3:43)
4. «Play the Field» (4:37)*
5. «Between the Lines» (4:42)